# Claire Maglin-Rochette
Claire Maglin-Rochette, née le 13 mai 1872 à Paris et morte le 16 mars 1958 à Montgeron, est une peintre française.

## Biographie
Claire Valérie Émélie Maglin est la fille de Firmin Myrtil Adonis Maglin, peintre sur porcelaine, et de Valérie Constance Navlet. Son grand-père Joseph Navlet est également artiste peintre.
Élève de son père et de son frère Firmin Maglin, elle expose au Salon à partir de 1896.
En 1897, elle épouse Léon Édouard Rochette, peintre sur porcelaine.
Elle réalise ses peintures au sein de la Manufacture de porcelaine de Sèvres.
Elle meurt à Montgeron à l'âge de 85 ans.